# Не вір, не бійся, не проси
«Не вір, не бійся, не проси» — збірка романів Віктора Баранова 2008 року видання.

## Про збірку
До збірки ввійшло три романи: «Притула», «Смерть по-білому» та «Не вір, не бійся, не проси». У 2007 році В. Баранову було відзначено Міжнародною літературною премією імені Миколи Гоголя за значний внесок в українську літературу, зокрема романи «Притула» та «Смерть по-білому».

| «Твори вирізняються ірреальними на перший погляд сюжетами, яскраво виписаними героями на тлі впізнаваних суспільних подій, бароковістю мовного інструментування, гостро акцентованою проблематикою взаємин особистості і влади з відчутним аморальним домінуванням другої» |

### Притула
Своєрідним епіграфом служить наведене пояснення слова «притула» зі словника Б. Грінченка:

| Притула — сарай для скота или иных хозяйственных надобностей под одной крышей с хатой. |
Сюжетна лінія роману закручується довкола активного громадського лідера та опозиціонера — «одного з чолових діячів опозиції» Степана Марковича Козачишина та Марини, жінки, що була у його партії, а потім викрала-врятувала його від можливої (чи справжньої?) загрози. Щоб замести сліди, йому видають паспорт на інше ім'я — Притула Валерій Сергійович. Дія роману (в основному) відбувається у особняку Марини. Важливою дійовою особою є собака Марини — Рем.
Твір було написано у 2002 р.

### Смерть по-білому
Дія роману відбувається у межах обійстя головного героя — пізньої доби у нього дома збирається надзвичайно чисельна й характерна публіка. Усі — без запрошення. Усі — неочікувано. Більшість із них — його знайомі різних років. Й більшість із них — уже померли. Музичний лейтмотив твору — «Болеро» Моріса Равеля — в ході «п'єси» вводиться все більше нових «інструментів»-гостей, наростає емоційна напруга ближче до кінця:

| «(...) скрегіт металу, какофонія розтерзаних почуттів, наростання дисгармонії, і знак оклику останнього акорду — наче вирок усьому живому, мов розплата за майже щасливе милозвуччя голосу несміливої флейти, що сріберно линув над світом на початку, на світанку життя» |
Твір було написано 2004 р.

### Не вір, не бійся, не проси
У цьому романі розповідається про долі трьох небайдужих один одному людей — Наталку, Павла й Миколу — долі яких виявляються химерно переплетеними й заплутаними. Класичний любовний трикутник, боротьба із Системою, яка «просто не здатна розуміти іншу логіку, крім своєї власної».
Твір було написано протягом 2007 —2008 рр.